# Ali ibne Maomé
Ali ibne Maomé, também denominado como Ali I (em árabe: إِدرِيس بن مُحَمَّد), foi califa do Califado Idríssida do Magrebe que reinou de 836 até 849. Foi antecedido no trono por Maomé I, seu pai, tendo-lhe seguido seu irmão Iáia I.

## Vida
Ali era filho do califa Maomé I (r. 828–836) e nasceu em 827. Aos 9 anos, em 936, sucedeu ao pai após seu falecimento. Os aurabas e a coalizão berbere que formavam o Califado Idríssida juraram lealdade ao novo califa, com chefes das tribos agindo como regentes até sua maioridade. Ali era dotado de grandes qualidade e conseguiu organizar o país, pacificando-o e garantindo a estabilidade. Reinou a partir de Fez até janeiro de 849, quando foi sucedido por seu irmão Iáia I (r. 849–863).